# René Hubert
René Eugène Hubert (* 7. Oktober 1895 in Frauenfeld, Schweiz; † 5. Juni 1976 in Zürich) war ein Schweizer Kostümbildner beim deutschen, französischen, britischen und US-amerikanischen Film.

## Leben und Wirken
René Eugène Hubert wurde in Paris an der École des Beaux-Arts künstlerisch ausgebildet. Seit den frühen 1920er Jahren wirkte er als Maler, Kostümbildner, Innenarchitekt und Szenenbildner für Pariser und Londoner Bühnenshows. In Paris wurde er auch als Modeschöpfer bekannt.

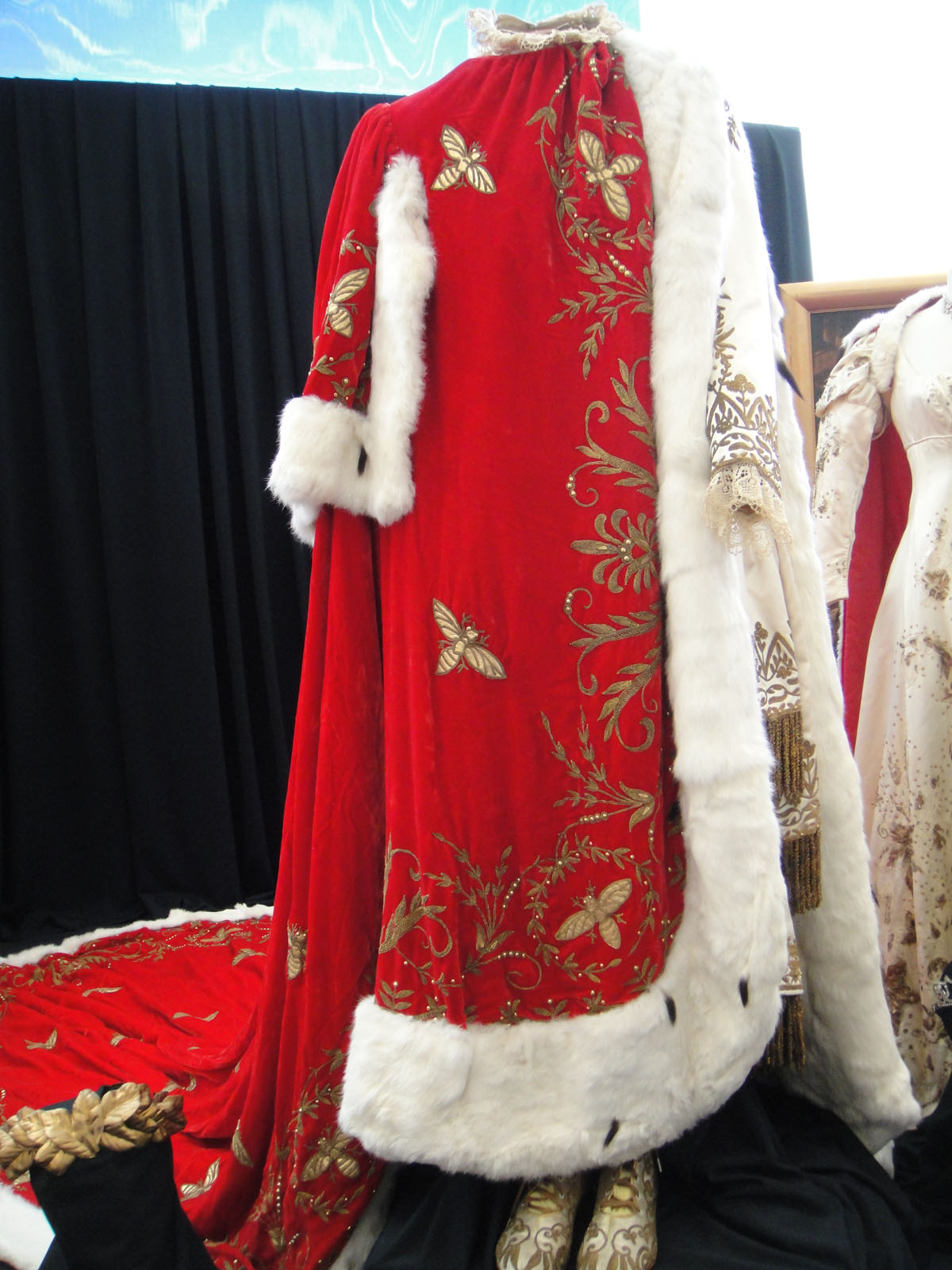
Kostüm von Marlon Brando im Film Desirée (1954)

Mitte desselben Jahrzehnts fand Hubert im Kinofilm ein weiteres Betätigungsfeld. Seit 1924 erstmals in Hollywood aktiv, durfte er schon frühzeitig Stars wie Gloria Swanson einkleiden. 1928 ging René Hubert für anderthalb Jahre nach Berlin und entwarf dort die Kostüme zu stummen A-Produktionen wie Joe Mays Asphalt und Hanns Schwarz’ Die wunderbare Lüge der Nina Petrowna. 1930 kehrte der Schweizer vorübergehend in die USA zurück, arbeitete aber auch weiterhin für deutsche und französische Filmproduktionen, darunter der Kassenschlager Bomben auf Monte Carlo mit Hans Albers und Heinz Rühmann. In Paris entwarf Hubert die Kostüme für einige wegweisende Inszenierungen René Clairs, darunter Unter den Dächern von Paris.
1933 wurde René Hubert in Deutschland von der Machtergreifung durch die Nationalsozialisten überrascht. Er beendete noch die Dreharbeiten zu Ludwig Bergers Walzerkrieg und kehrte noch im selben Jahr nach Frankreich zurück, um dort mit Fritz Lang zusammenzuarbeiten. Nach einer neuerlichen Stippvisite in Hollywood 1934 verpflichtete ihn der Filmproduzent Alexander Korda 1935 nach London. In den kommenden fünf Jahren entwarf Hubert dort die Kostüme zu einigen zentralen Filmen der Korda-Produktion, darunter die H. G. Wells-Adaption Die Welt in 100 Jahren, das Historiendrama Feuer über England, das Kolonialabenteuer Die vier Federn und die Historienromanze Lord Nelsons letzte Liebe. Im Anschluss daran gestaltete Hubert die Kostüme für einige von Ernst Lubitsch hergestellte Inszenierungen und zu einer beträchtlichen Anzahl weiterer Unterhaltungsfilme.
René Hubert war seit 1950 nur noch sporadisch im Filmgeschäft tätig. Anschließend kehrte er in seine alte Heimat, die Schweiz, zurück. Nach seiner letzten Kinoarbeit – Bernhard Wickis Dürrenmatt-Adaption Der Besuch – wirkte er nur noch gelegentlich als Kostümier für Theaterinszenierungen; so gestaltete er beispielsweise im Sommer 1964 die Kostüme einer Aufführung von Franz Lehárs Die lustige Witwe. René Hubert hatte 1945 die US-amerikanische Staatsbürgerschaft angenommen, legte sie aber später zugunsten der Schweizerischen wieder ab.

## Filmografie
- 1925: Madame Sans-Gêne
- 1925: Theaterfimmel (Stage Struck)
- 1926: Blutsbrüderschaft (Beau Geste)
- 1927: Herr Wu (Mr. Wu)
- 1927: Sunyas Liebe (The Love of Sunya)
- 1927: Die fremden Teufel (Foreign Devils)
- 1927: Moderne Piraten (Twelve Miles Out)
- 1927: Im stillen Gässchen (Quality Street)
- 1927: Die Sünde lockt… (After Midnight)
- 1927: Wenn die Lawinen donnern… (Body and Soul)
- 1929: Asphalt
- 1929: Die wunderbare Lüge der Nina Petrowna
- 1929: Manolescu
- 1930: Liebeswalzer
- 1930: Unter den Dächern von Paris
- 1930: Hokuspokus
- 1930: Liebling der Götter
- 1930: War Nurse
- 1930: Mordprozeß Mary Dugan
- 1931: Herz am Scheideweg (The Easiest Way)
- 1931: Daybreak
- 1931: Indiscreet
- 1931: Es lebe die Freiheit (À Nous la Liberté)
- 1931: Bomben auf Monte Carlo
- 1931: Stürme der Leidenschaft
- 1932: Der 14. Juli (Quatorze Juillet)
- 1933: Walzerkrieg
- 1934: Liliom
- 1934: Der falsche Zar von Kasan (Volga en flammes)
- 1934: Hallo Marie! (Marie Galante)
- 1934: Elinor Norton
- 1934: Luxusmädel (Lottery Lover)
- 1934: Liebesreigen (Music in the Air)
- 1935: Was kommen wird (Things to Come)
- 1935: Die Peitsche der Pampas (Under the Pampas Moon)
- 1935: Lockenköpfchen (Curly Top)
- 1936: Ein Gespenst geht nach Amerika (The Ghost Goes West)
- 1936: Männer sind keine Götter (Men Are Not Gods)
- 1936: Feuer über England (Fire Over England)
- 1936: Unter der roten Robe (Under the Red Robe)
- 1937: Elefanten-Boy (Elephant Boy)
- 1937: Dunkle Geschäfte (Dark Journey)
- 1937: …heute Abend – Hotel Ritz (Dinner at the Ritz)
- 1937: Besuch zur Nacht (The Divorce of Lady X)
- 1938: Gefahr am Doro-Paß (The Drum)
- 1938: Der Lausbub aus Amerika (A Yank at Oxford)
- 1938: Gewagtes Spiel (Break the News)
- 1939: Die vier Federn (The Four Feathers)
- 1940: Die Abenteurerin (The Flame of New Orleans)
- 1940: Lord Nelsons letzte Liebe (That Hamilton Woman)
- 1941: Die Unvollendete (New Wine)
- 1941: Ein Frauenherz vergißt nie (Lydia)
- 1942: Twin Beds
- 1942: Der große Wurf (The Pride of the Yankees)
- 1943: Das Lied von Bernadette (The Song of Bernadette)
- 1943: Ein himmlischer Sünder (Heaven Can Wait)
- 1943: Wintertime
- 1943: Claudia
- 1943: Das Rettungsboot (Lifeboat)
- 1943: Die Waise von Lowood (Jane Eyre)
- 1944: Fünf Helden (The Sullivans)
- 1944: Es geschah morgen (It Happened Tomorrow)
- 1944: Pin Up Girl
- 1944: Buffalo Bill, der weiße Indianer (Buffalo Bill)
- 1944: Scotland Yard greift ein (The Lodger)
- 1944: Skandal bei Hofe (A Royal Scandal)
- 1944: Irish Eyes Are Smiling
- 1945: Hangover Square
- 1945: Nob Hill
- 1945: Das letzte Wochenende (And Then There Were None)
- 1945: Die tollkühnen Abenteuer des Captain Eddie (Captain Eddie)
- 1945: Jahrmarkt der Liebe (State Fair)
- 1946: Weißer Oleander (Dragonwyck)
- 1946: Faustrecht der Prärie (My Darling Clementine)
- 1946: 13 Rue Madeleine
- 1946: Centennial Summer
- 1946: Moss Rose
- 1946: Rebellische Jugend (The Late George Apley)
- 1947: Amber, die große Kurtisane (Forever Amber)
- 1947: Karneval in Costa Rica (Carnival in Costa Rica)
- 1948: Green Grass of Wyoming
- 1948: Die Frau im Hermelin (That Lady in Ermine)
- 1948: Rache ohne Gnade (Fury at Furnace Creek)
- 1948: When My Baby Smiles at Me
- 1949: Lady Windermeres Fächer (The Fan)
- 1949: Der Schlagerkönig (Oh, You Beautiful Doll)
- 1949: Love That Brute
- 1950: Der gebrochene Pfeil (Broken Arrow)
- 1954: Désirée
- 1956: Anastasia
- 1958: Die Reise (The Journey)
- 1961: Die vier apokalyptischen Reiter (The 4 Horsemen of the Apocalypse)
- 1963: Der Besuch